# 17 grudnia
17 grudnia jest 351. (w latach przestępnych 352.) dniem w kalendarzu gregoriańskim. Do końca roku pozostaje 14 dni.

## Święta
- Imieniny obchodzą: Bega, Florian, Jan, Łazarz, Łukasz, Modest, Olimpia, Wiwina, Żerosław, Żyrosław
- Bhutan – Dzień Bhutanu
- Polska – Dzień bez Przekleństw[1]
- Polska, Szczecin – Rocznica Wydarzeń Grudnia 1970 r.[2]
- Starożytny Rzym – początek Saturnaliów (trwały do 24 grudnia)
- Wspomnienia i święta w Kościele katolickim[3][4] obchodzą:
  - św. Bega z Andenne (zakonnica)
  - bł. Jacek Maria Cormier (generał zakonu dominikanów)
  - św. Jan de Matha (zakonnik)
  - św. Józef Manyanet i Vives (prezbiter)
  - św. Łazarz (postać biblijna)
  - bł. Matylda od Najświętszego Serca Jezusa (zakonnica)
  - św. Sturmi(usz) z Fuldy (Sturmius, Sturm, †779, opat)
  - św. Wiwina (zakonnica)

## Wydarzenia w Polsce
- 1417 – Książę oleśnicki Konrad IV Starszy został mianowany biskupem wrocławskim.
- 1699 – Zawarto porozumienie o zwrocie Elbląga Polsce przez Prusaków w zamian za 300 tys. talarów.
- 1894 – Przyszły premier Austrii Kazimierz Badeni został Honorowym Obywatelem Miasta Krakowa.
- 1900 – Józef Bilczewski został mianowany arcybiskupem lwowskim obrządku łacińskiego.
- 1920:
  - Pomiędzy anektowaną przez Polskę Litwą Środkową a Republiką Litwy utworzono pas neutralny.
  - Sejm Ustawodawczy przyjął ustawę o nadaniu ziemi żołnierzom Wojska Polskiego.
- 1921 – Założono klub sportowy Skra Warszawa.
- 1939 – Powołano Policję Polską Generalnego Gubernatorstwa.
- 1941 – Niemcy utworzyli getto żydowskie w Rzeszowie.
- 1945 – Prezydium Krajowej Rady Narodowej zniosło stan wojenny wprowadzony 1 września 1939 roku przez prezydenta Ignacego Mościckiego.
- 1946 – Przed Najwyższym Trybunałem Narodowym w Warszawie stanęli byli wysocy urzędnicy niemieccy w okupowanej stolicy: Ludwig Fischer, Ludwig Leist, Josef Meisinger i Max Daume.
- 1950 – W czasie zjazdu zjednoczeniowego w Warszawie z połączenia Polskiego Towarzystwa Tatrzańskiego i Polskiego Towarzystwa Krajoznawczego powstało Polskie Towarzystwo Turystyczno-Krajoznawcze.
- 1955 – Założono Totalizator Sportowy.
- 1956:
  - W Warszawie została podpisana polsko-radziecka umowa międzyrządowa o statusie prawnym wojsk radzieckich stacjonujących w Polsce.
  - Zygmunt Dworakowski został przewodniczącym Prezydium Rady Narodowej Warszawy.
- 1960 – Premiera filmu Niewinni czarodzieje w reżyserii Andrzeja Wajdy.
- 1967 – W Poznaniu oddano do użytku sztuczne lodowisko „Bogdanka”.
- 1970 – Grudzień 1970: doszło do masakry pracowników Stoczni im. Komuny Paryskiej na przystanku Szybkiej Kolei Miejskiej Gdynia Stocznia, w wyniku której, według prokuratury, zginęło 10 osób oraz do walk ulicznych w Szczecinie, w wyniku których zginęło 16 osób, a przeszło 100 odniosło obrażenia (tzw. „Czarny Czwartek”).
- 1981 – Stan wojenny: oddziały ZOMO rozbiły manifestacje w Krakowie i Gdańsku, gdzie zginęła jedna osoba, a dwie zostały ranne.
- 1983 – Wieś Lipce została przemianowana na Lipce Reymontowskie.
- 1988:
  - Odbył się pierwszy kongres reaktywowanego Białoruskiego Zrzeszenia Studentów.
  - Zarejestrowano Związek Sybiraków.
- 1990 – Rada Ministrów podjęła decyzję o likwidacji budowanej Elektrowni Jądrowej Żarnowiec.
- 2000 – Podpisano umowę o utworzeniu koalicji wyborczej przez Sojusz Lewicy Demokratycznej i Unię Pracy.
- 2011 – Ukazało się ostatnie wydanie dziennika „Życie Warszawy“.
- 2021 – Sejm RP odrzucił decyzję Senatu o „lex anty-TVN”[5], jednocześnie przywracając projekt o zablokowaniu kanałów telewizyjnych spoza Europejskiego Obszaru Gospodarczego[6].

## Wydarzenia na świecie

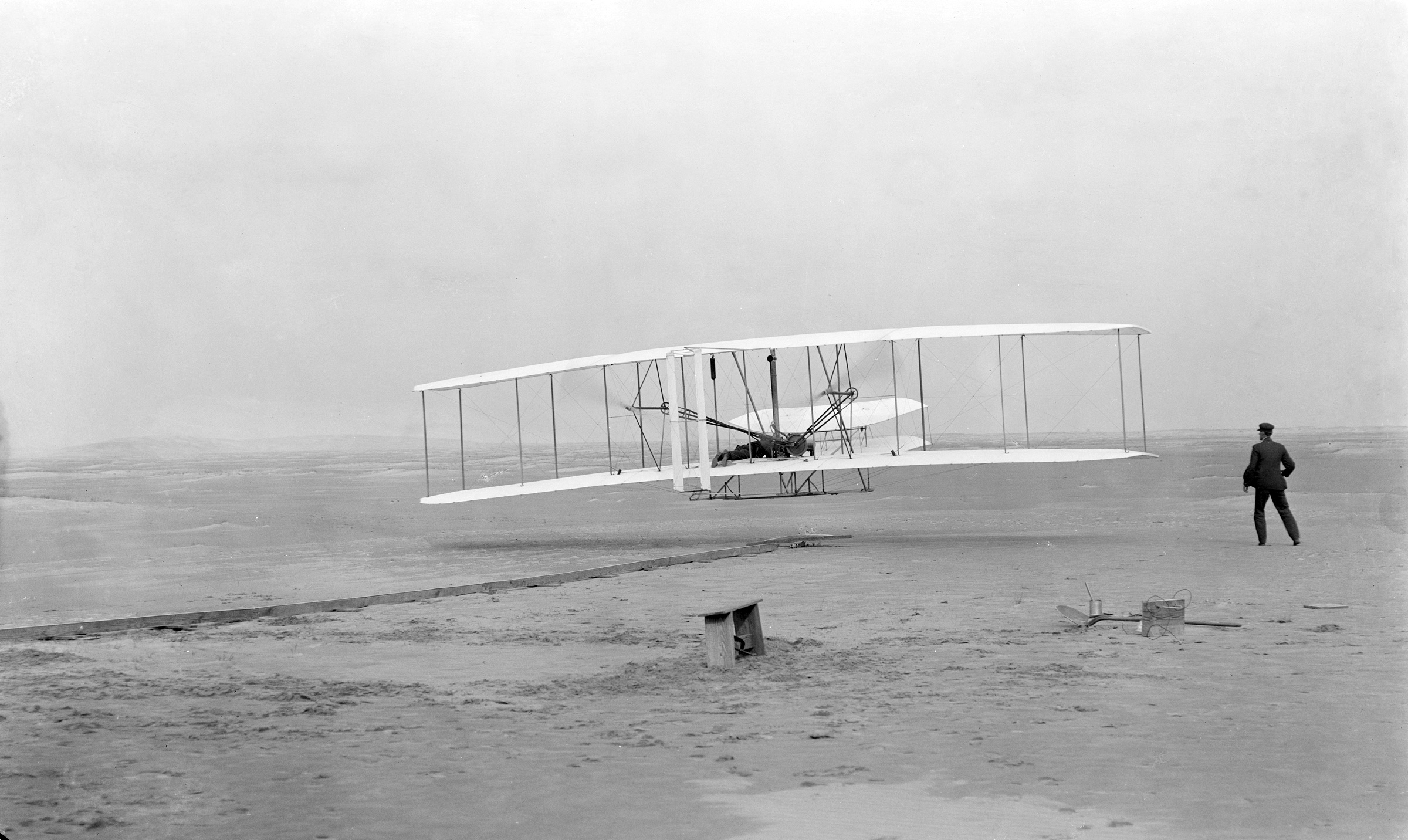
Samolot braci Wright (1903)

- 283 – Kajus został papieżem.
- 546 – Totila na czele Ostrogotów po rocznym oblężeniu wkroczył do Rzymu.
- 942 – Ryszard I Nieustraszony został księciem Normandii.
- 1261 – Simon de Brie (późniejszy papież Marcin IV) i Giacomo Savelli (późniejszy papież Honoriusz IV) zostali mianowani kardynałami.
- 1398 – Wojska mongolskie pod wodzą Timura Chromego pokonały armię Sułtanatu Delhijskiego w bitwie pod Delhi.
- 1538 – Papież Paweł III obłożył interdyktem Anglię i ekskomunikował króla Henryka VIII Tudora, co doprowadziło do oderwania się Anglii od Kościoła katolickiego.
- 1586 – Go-Yōzei został cesarzem Japonii.
- 1600 – Król Francji Henryk IV Burbon ożenił się po raz drugi z Marią Medycejską.
- 1638 – Wojna trzydziestoletnia: wojska francusko-szwedzkie pod dowództwem Bernharda von Sachsen-Weimar zdobyły położoną w Nadrenii cesarską twierdzę Breisach, przecinając tym samym „hiszpański szlak”, którym Hiszpanie wysyłali wojska, zaopatrzenie i pieniądze do Flandrii.
- 1668 – Na radzie starszych w Nowogrodzie Siwierskim Damian Mnohohriszny został ogłoszony hetmanem siewierskim.
- 1732 – Jan Nepomucen Karol został księciem Liechtensteinu.
- 1777 – Francja uznała niepodległość Stanów Zjednoczonych.
- 1790 – W mieście Meksyk odkryto Kamień Słońca.
- 1791 – W mieście Meksyk odkryto Kamień Tizoca.
- 1819 – Z połączenia terenów dzisiejszych Kolumbii i Wenezueli powstała Wielka Kolumbia.
- 1826 – Poświęcono luterański Stary Kościół w Helsinkach.
- 1834 – Otwarto pierwszą linię kolejową w Irlandii (Dublin-Dún Laoghaire).
- 1841 – Powstała archidiecezja Toronto.
- 1857 – Meksykańska opozycja przyjęła tzw. Plan z Tacubayi.
- 1861 – Francuska interwencja w Meksyku: wojska francusko-hiszpańsko-brytyjskie zdobyły port Veracruz.
- 1865 – W Wiedniu odbyła się premiera VIII Symfonii „Niedokończonej” Franza Schuberta.
- 1885 – Madagaskar został objęty protektoratem francuskim.
- 1901 – Powstała Akademia Brytyjska.
- 1903:
  - Bracia Lumière wynaleźli proces otrzymywania fotografii barwnych na płytach szklanych w postaci diapozytywów (autochrom).
  - W Kitty Hawk w amerykańskim stanie Karolina Północna Orville Wright po raz pierwszy wzbił się w powietrze na samolocie.
- 1907 – Ugjen Łangczuk został pierwszym królem Bhutanu.
- 1908 – Na Słowacji zainaugurowały działalność Tatrzańskie Koleje Elektryczne.
- 1909 – Albert I Koburg został królem Belgów.
- 1913 – Po 87 godzinach Niemcy Hugo Kaulen i Bruno Krefft zakończyli rekordowo długi lot balonem z Bitterfeld w Saksonii-Anhalt do rosyjskiego Permu (3422 km).
- 1914 – I wojna światowa: Egipt został objęty protektoratem brytyjskim.
- 1917 – Trwający od 5 grudnia w Mińsku I Zjazd Wszechbiałoruski został rozpędzony przez wojsko bolszewickie.
- 1924 – W Mińsku założono zawodowe stowarzyszenie białoruskich operatorów i fotografików Biełaruśfilm.
- 1926 – Na Litwie doszło do wojskowego zamachu stanu pod wodzą Antanasa Smetony.
- 1927:
  - Amerykański okręt podwodny USS S-4 zatonął wraz z 40 członkami załogi po przypadkowym staranowaniu go przez niszczyciel USS „Paulding”.
  - Juho Sunila został premierem Finlandii.
- 1928 – Ustanowiono flagę Republiki Chińskiej.
- 1930 – Prezydent Gwatemali Baudilio Palma został obalony i zamordowany w wojskowym zamachu stanu. Tymczasowym prezydentem został szef junty gen. Manuel Orellana.
- 1935 – Dokonano oblotu amerykańskiego samolotu pasażerskiego i transportowego Douglas DC-3.
- 1939 – Bitwa o Atlantyk: niemiecki pancernik „Admiral Graf Spee” dokonał, w wyniku akcji dezinformacyjnej brytyjskiego wywiadu, samozatopienia na redzie portu Montevideo w Urugwaju.
- 1940 – Bitwa o Atlantyk: koło. wyspy Wight zatonął po wejściu na minę brytyjski niszczyciel HMS „Acheron”, w wyniku czego zginęło 161 marynarzy i 6 oficerów.
- 1941:
  - Kampania śródziemnomorska: nierozstrzygnięta brytyjsko-włoska I bitwa morska pod Syrtą.
  - Wojna na Pacyfiku: w pobliżu Corregidoru zatonął po wejściu na japońską minę brytyjski okręt HMS „Engadine”, mający na pokładzie m.in. 1200 uciekinierów z Manili. Uratowano 282 osoby, z których 7 zmarło później w wyniku odniesionych obrażeń.
  - W trzęsieniu ziemi o magnitudzie 7,1 w zachodnim Tajwanie zginęło 358 osób, a 733 zostały ranne.
- 1942:
  - Premiera amerykańskiego melodramatu Zagubione dni w reżyserii Mervyna LeRoya.
  - Samolot Handley Page Halifax ze 138. dywizjonu RAF, lecący z Bliskiego Wschodu przez Maltę i Gibraltar do Wielkiej Brytanii, rozbił się tuż po starcie z maltańskiego lotniska Luqa. Zginęło 6 członków polskiej załogi i 11 pasażerów.
- 1944:
  - Bitwa o Atlantyk: niemiecki okręt podwodny U-772 został zatopiony u wybrzeży Irlandii bombami głębinowymi przez brytyjską fregatę HMS „Nyasaland”(inne języki), w wyniku czego zginęła cała, 48-osobowa załoga.
  - W belgijskiej miejscowości Malmedy, w trakcie niemieckiej ofensywy w Ardenach, żołnierze Waffen-SS dokonali masakry amerykańskich jeńców wojennych.
  - W wyniku nalotu bombowców Royal Air Force na Ulm (Badenia-Wirtembergia) zginęło 707 osób, a 613 zostało rannych.
- 1947 – Dokonano oblotu bombowca Boeing B-47 Stratojet.
- 1957 – Premiera amerykańskiego filmu kryminalnego Świadek oskarżenia w reżyserii Billy’ego Wildera.
- 1959 – Sformowano Wojska Rakietowe Przeznaczenia Strategicznego ZSRR.
- 1960 – Amerykański samolot pasażerski Convair rozbił się w centrum Monachium, w wyniku czego zginęły 52 osoby.
- 1961:
  - Indie zajęły dotychczasowe portugalskie enklawy: Goa, Daman i Diu.
  - W pożarze cyrku w mieście Niterói w Brazylii zginęło 320 osób, a setki zostały rannych.
  - Założono Afrykański Ludowy Związek Zimbabwe (ZAPU).
- 1962 – Weszła w życie konstytucja Monako.
- 1963:
  - Dokonano oblotu amerykańskiego wojskowego samolotu transportowego Lockheed C-141 Starlifter.
  - Park Chung-hee został prezydentem Korei Południowej.
- 1964:
  - Premiera filmu muzycznego Grek Zorba w reżyserii Michalisa Kakojanisa.
  - Zakończono elektryfikację osiedli wszystkich kołchozów i gospodarstw radzieckich.
- 1966 – W klinice w Minneapolis dokonano pierwszego w historii jednoczesnego przeszczepienia nerki i trzustki.
- 1967 – Premier Australii Harold Holt utopił się podczas kąpieli w morzu w stanie Wiktoria.
- 1968 – 11-letnia Brytyjka Mary Flora Bell, zabójczyni dwóch małych chłopców, została skazana na bezterminowy pobyt w zakładzie poprawczym.
- 1970 – W USA zakończono prace nad projektem „Blue Book”.
- 1971:
  - Premiera filmu sensacyjnego Diamenty są wieczne w reżyserii Guya Hamiltona.
  - Ukazał się czwarty album Davida Bowiego Hunky Dory.
- 1972 – W ZSRR ustanowiono Order Przyjaźni Narodów.
- 1973 – 32 osoby zginęły w ataku 5 terrorystów palestyńskich na terminal lotniska Fiumicino w Rzymie i samolot amerykańskich linii lotniczych Pan Am. Terroryści uprowadzili następnie samolot niemieckich linii lotniczych Lufthansa i odlecieli do Kuwejtu, gdzie poddali się władzom.
- 1976 – Otwarto drugą linię kijowskiego metra.
- 1978 – Ukazał się album Destiny amerykańskiego zespołu The Jacksons.
- 1980 – Milton Obote został po raz drugi prezydentem Ugandy.
- 1981 – Amerykański generał brygady James Dozier, pełniący funkcję zastępcy szefa sztabu południowej grupy wojsk NATO w Europie, został porwany przez terrorystów z ugrupowania Czerwone Brygady ze swego mieszkania w Weronie. Po 42 dniach niewoli został odbity przez oddział antyterrorystyczny włoskiej policji (NOCS).
- 1982 – Wilfried Martens został po raz drugi premierem Belgii.
- 1983:
  - 6 osób zginęło, a kilkadziesiąt zostało rannych w zamachu przeprowadzonym przez IRA na salon Harrodsa w Londynie.
  - 82 osoby zginęły, a 27 zostało rannych w wyniku pożaru klubu nocnego „Alcalá 20” w Madrycie.
- 1987 – Miloš Jakeš został prezydentem Czechosłowacji.
- 1989:
  - Fernando Collor de Mello wygrał wybory prezydenckie w Brazylii.
  - Wyemitowano premierowy odcinek amerykańskiego serialu animowanego Simpsonowie.
- 1993 – Premiera filmu sensacyjnego Raport Pelikana w reżyserii Alana J. Pakuli.
- 1994:
  - W Lizbonie podpisano Traktat Karty Energetycznej.
  - Założono Państwowy Uniwersytet w Tetowie (Macedonia).
- 1995 – W Rosji odbyły się wybory parlamentarne.
- 1997:
  - Ukraiński samolot pasażerski Jak-42 rozbił się w górach niedaleko greckich Salonik, w wyniku czego zginęło 70 osób.
  - Václav Klaus ustąpił z funkcji premiera Czech.
- 1999 – Zgromadzenie Ogólne ONZ uchwaliło 12 sierpnia Międzynarodowym Dniem Młodzieży.
- 2001 – Interwencja NATO w Afganistanie: wojska koalicji antytalibańskiej odniosły zwycięstwo w bitwie o Tora Bora.
- 2003 – W setną rocznicę pierwszego lotu samolotowego dokonano oblotu pierwszego prywatnego samolotu kosmicznego SpaceShipOne.
- 2004:
  - Dokonano oblotu ukraińskiego samolotu pasażerskiego An-148.
  - Uruchomiono metro w San Juan na Portoryko.
- 2005 – Podczas szczytu Unii Europejskiej w Brukseli osiągnięto porozumienie w sprawie unijnego budżetu na lata 2007–13.
- 2008 – Białoruskie Ministerstwo Sprawiedliwości wydało zaświadczenie o rejestracji Ruchu Za Wolność.
- 2010:
  - Ałmazbek Atambajew został po raz drugi premierem Kirgistanu.
  - W Tunezji wybuchła tzw. jaśminowa rewolucja.
- 2011 – 1257 osób zginęło w wyniku powodzi na filipińskiej wyspie Mindanao.
- 2013 – W Niemczech został zaprzysiężony trzeci rząd Angeli Merkel.
- 2014 – Anerood Jugnauth został po raz trzeci premierem Mauritiusa.
- 2015 – W Tunisie zawarto porozumienie między stronami konfliktu wewnętrznego w Libii, na mocy którego powstał Rząd Jedności Narodowej premiera Fajiza as-Sarradża.
- 2016:
  - 15 osób zginęło, a 55 zostało rannych w samobójczym zamachu bombowym na autobus wiozący żołnierzy w mieście Kayseri w środkowej Turcji.
  - Aleksandr Martynow został premierem Naddniestrza.
- 2017 – Sebastián Piñera wygrał w II turze wybory prezydenckie w Chile.
- 2018 – Miał miejsce zamach bombowy na siedzibę ogólnokrajowej stacji komercyjnej Skai TV w Atenach. Zanim doszło do eksplozji, nieznana osoba poinformowała telefonicznie o podłożeniu ładunku, co skłoniło kierownictwo stacji do ewakuacji budynku.
- 2019:
  - Ukazał się dekret papieski o zniesieniu tajemnicy papieskiej w sprawach postępowań wobec duchownych oskarżonych o wykorzystywanie małoletnich.
  - Założono amerykański klub piłkarski Charlotte FC.
- 2021 – W Czechach został zaprzysiężony rząd Petra Fiali.
- 2022 – Leo Varadkar został po raz drugi premierem Irlandii.

## Eksploracja kosmosu
- 1967 – Zakończyła się misja amerykańskiej sondy księżycowej Surveyor 5.
- 2012 – Amerykańskie sondy GRAIL-A i GRAIL-B rozbiły się planowo na brzegu krateru księżycowego.

## Urodzili się
- 1239 – Yoritsugu Kujō, japoński siogun (zm. 1256)
- 1267 – Go-Uda, cesarz Japonii (zm. 1324)
- 1554 – Ernest Wittelsbach, książę bawarski, arcybiskup Monachium, elektor i arcybiskup Kolonii, biskup Münster, Hildesheim, Liège i Fryzyngi (zm. 1612)
- 1607 – Pacecco De Rosa, włoski malarz (zm. 1656)
- 1618 – Nicolaus Arnoldi, niderlandzki pastor i teolog kalwiński, wykładowca akademicki pochodzenia polskiego (zm. 1680)
- 1619 – Rupert Reński, angielski arystokrata, dowódca wojskowy pochodzenia niemieckiego (zm. 1682)
- 1620 – Maurycy Wittelsbach, hrabia Palatynatu Reńskiego (zm. 1652)
- 1642 – Franciszek de Hieronimo, włoski jezuita, święty (zm. 1716)
- 1685 – Thomas Tickell, angielski poeta (zm. 1740)
- 1699 – Charles-Louis Mion, francuski kompozytor (zm. 1775)
- 1706 – Émilie du Châtelet, francuska literatka, matematyk, fizyk (zm. 1749)
- 1707 – Ernest Fryderyk II, książę Saksonii-Hildburghausen (zm. 1745)
- 1734:
  - Maria I, królowa Portugalii (zm. 1816)
  - William Floyd, amerykański polityk (zm. 1821)
- 1749 – Domenico Cimarosa, włoski kompozytor (zm. 1801)
- 1750 – Elizabeth Craven, brytyjska arystokratka, pisarka (zm. 1828)
- 1758 – Nathaniel Macon, amerykański polityk, senator (zm. 1837)
- 1769 – Kajetan Kowalski, polski duchowny katolicki, biskup pomocniczy gnieźnieński i poznański (zm. 1840)
- 1770 – (między 15 a 17 grudnia) Ludwig van Beethoven, niemiecki kompozytor, pianista (zm. 1827)
- 1771 – John Dennis, amerykański prawnik, polityk (zm. 1806)
- 1772 – François Broussais, francuski lekarz (zm. 1838)
- 1773 – Sylvain Charles Valée, francuski generał, marszałek i par Francji (zm. 1846)
- 1774 – Littleton Waller Tazewell, amerykański polityk, senator (zm. 1860)
- 1777 – François Marius Granet, francuski malarz (zm. 1849)
- 1778 – Humphry Davy, brytyjski chemik, fizyk (zm. 1829)
- 1782 – Christoph Engelbrecht von Brevern, rosyjski polityk pochodzenia niemieckiego (zm. 1863)
- 1787 – Jan Evangelista Purkyně, czeski anatom, fizjolog, patriota (zm. 1869)
- 1790 – Krystyn Lach Szyrma, polski filozof, pisarz, publicysta, tłumacz, polityk (zm. 1866)
- 1792 – George Hayter, brytyjski malarz (zm. 1871)
- 1796 – Thomas Haliburton, kanadyjski pisarz, prawnik (zm. 1865)
- 1797:
  - Tomasz Franciszek Bartmański, polski inżynier, podróżnik, publicysta, uczestnik powstania listopadowego (zm. 1880)
  - Joseph Henry, amerykański fizyk (zm. 1878)
- 1799 – Mikołaj Malinowski, polski historyk, archeolog, wydawca źródeł (zm. 1865)
- 1800 – Bernard II, książę Saksonii-Meiningen (zm. 1883)
- 1802 – Franciszek Karol Habsburg, arcyksiążę austriacki (zm. 1878)
- 1806 – Theodor Hirsch, niemiecki historyk, archiwista, pedagog (zm. 1881)
- 1807:
  - Władysław Oleszczyński, polski rzeźbiarz, medalier, grafik (zm. 1866)
  - John Greenleaf Whittier, amerykański poeta (zm. 1892)
- 1810 – Francisco Serrano, hiszpański arystokrata, polityk, regent i prezydent Hiszpanii (zm. 1885)
- 1814 – Hiacynt Łobarzewski, polski prawnik, botanik, wykładowca akademicki (zm. 1862)
- 1820 – Heinrich Müller, niemiecki anatom (zm. 1864)
- 1824 – John Kerr, szkocki fizyk, pedagog (zm. 1907)
- 1825 – Thomas Woolner, brytyjski malarz, rzeźbiarz (zm. 1892)
- 1830:
  - Bolesław Dehnel, polski działacz niepodległościowy, uczestnik powstania styczniowego (zm. 1863)
  - Jules de Goncourt, francuski pisarz (zm. 1870)
- 1831 – Heinrich Cramer, niemiecki psychiatra (zm. 1893)
- 1835 – Alexander Agassiz, amerykański naukowiec, inżynier pochodzenia szwajcarskiego (zm. 1910)
- 1839 – Józef Buchbinder, polski malarz, grafik pochodzenia żydowskiego (zm. 1909)
- 1840:
  - Carl Friedrich Meyer, niemiecki geograf, historyk, pedagog (zm. 1904)
  - Michitsura Nozu, japoński arystokrata, dowódca wojskowy (zm. 1908)
- 1842:
  - Jefim Kłubnikin, rosyjski reformator religijny (zm. 1915)
  - Marius Sophus Lie, norweski matematyk, wykładowca akademicki (zm. 1899)
- 1844 – Otto Soltmann, niemiecki pediatra (zm. 1919)
- 1845 – George Hamilton, brytyjski arystokrata, polityk (zm. 1927)
- 1846 – Aleksander Podwyszyński, polski aktor, reżyser, dyrektor teatru (zm. 1887)
- 1847:
  - Émile Faguet, francuski pisarz, krytyk literacki (zm. 1916)
  - Adam Jędrzejowicz, polski prawnik, polityk (zm. 1924)
  - Michel Joseph Maunoury, francuski generał (pośmiertnie marszałek Francji) (zm. 1923)
- 1851 – Ludwik Święcicki, polski ekonomista, bankowiec (zm. 1922)
- 1852 – Karl Friedrich Geldner, niemiecki iranista, indolog, wykładowca akademicki (zm. 1929)
- 1853 – Émile Roux, francuski bakteriolog (zm. 1933)
- 1854 – Philipp Wolfrum, niemiecki kompozytor, dyrygent, organista, muzykolog, pedagog (zm. 1919)
- 1855 – Carl Meyer, niemiecki architekt (zm. ?)
- 1858:
  - Alfred Fischer, niemiecki botanik, mykolog, wykładowca akademicki (zm. 1913)
  - Eva Nansen, norweska śpiewaczka operowa (mezzosopran), pionierka narciarstwa kobiecego (zm. 1907)
- 1860:
  - Bogumił Leyk, polski działacz narodowy na Mazurach, kaznodzieja ewangelicki (zm. 1945)
  - Grigorij Rossolimo, rosyjski neurolog pochodzenia greckiego (zm. 1928)
- 1861 – François Gény, francuski prawnik (zm. 1959)
- 1862 – Moriz Rosenthal, polski pianista pochodzenia żydowskiego (zm. 1946)
- 1863 – Henri Padé, francuski matematyk, wykładowca akademicki (zm. 1953)
- 1864 – Luiza Marcińczyk, polska pieśniarka ludowa (zm. 1963)
- 1866:
  - Kazys Grinius, litewski polityk, prezydent Litwy (zm. 1950)
  - Giovanni Mercati, włoski kardynał (zm. 1957)
- 1870:
  - Andrij Ałyśkewycz, ukraiński germanista, pedagog, działacz społeczny i kulturalny, publicysta (zm. 1949)
  - Michael Sheehan, irlandzki duchowny katolicki, arcybiskup Sydney (zm. 1945)
- 1873 – Ford Madox Ford, brytyjski prozaik, poeta, krytyk literacki (zm. 1939)
- 1874:
  - William Lyon Mackenzie King, kanadyjski polityk, premier Kanady (zm. 1950)
  - Edward Wende, polski duchowny ewangelicki (zm. 1949)
- 1875 – Jan Michalski, polski inżynier, polityk, minister aprowizacji, prezydent Radomia (zm. po 1934)
- 1878 – Adam Dzięgielewski, polski działacz socjalistyczny i komunistyczny (zm. 1944)
- 1881:
  - Franciszka Aldea Araujo, hiszpańska zakonnica, męczennica, błogosławiona (zm. 1936)
  - Mieczysław Orłowicz, polski krajoznawca (zm. 1959)
- 1883:
  - Blanka Mercère, polska malarka (zm. 1937)
  - David Powell, szkocki aktor (zm. 1925)
- 1887:
  - Josef Lada, czeski malarz (zm. 1957)
  - Arthur Omre, norweski pisarz (zm. 1967)
- 1888 – Tadeusz Hennel, polski inżynier (zm. 1962)
- 1890 – Joachim Hohenzollern, książę Prus (zm. 1920)
- 1891 – Hu Shi, chiński filozof, prozaik, poeta, działacz społeczny (zm. 1962)
- 1892 – Leslie William Sutherland, australijski pilot wojskowy, as myśliwski (zm. 1967)
- 1893:
  - Mieczysław Gębarowicz, polski historyk sztuki (zm. 1984)
  - Erwin Piscator, niemiecki reżyser teatralny (zm. 1966)
- 1894:
  - David Butler, amerykański reżyser filmowy (zm. 1979)
  - Arthur Fiedler, amerykański dyrygent (zm. 1979)
  - Willem Schermerhorn, holenderski polityk, premier Holandii (zm. 1977)
- 1895 – Zozym Izquierdo Gil, hiszpański duchowny katolicki, męczennik, błogosławiony (zm. 1936)
- 1896:
  - Franciszek Bieda, polski paleontolog (zm. 1982)
  - Mykoła Cehelski, duchowny greckokatolicki, męczennik, błogosławiony (zm. 1951)
- 1897:
  - Władysław Broniewski, polski poeta, tłumacz (zm. 1962)
  - Anthony Joseph Drexel Biddle, amerykański dyplomata (zm. 1961)
  - Anna Iwaszkiewicz, polska pisarka, tłumaczka (zm. 1979)
- 1899 – Ernst Gramss, niemiecki polityk nazistowski, zbrodniarz wojenny (zm. ?)
- 1900:
  - Mary Cartwright, brytyjska matematyk (zm. 1998)
  - Katina Paksinu, grecka aktorka (zm. 1973)
- 1901 – Maciej Hehring, polski malarz (zm. 1977)
- 1902 – Jan Gałuszka, polski zapaśnik, trener (zm. 1981)
- 1903:
  - Siri Andersson-Palmestav, szwedzka pisarka, misjonarka (zm. 2002)
  - Erskine Caldwell, amerykański pisarz (zm. 1987)
  - Roland de Vaux, francuski dominikanin, biblista, (zm. 1971)
- 1904 – Bernard Lonergan, kanadyjski jezuita, filozof, teolog (zm. 1984)
- 1905:
  - Iosif Chejfic, rosyjski reżyser filmowy (zm. 1995)
  - Simo Häyhä, fiński żołnierz, strzelec wyborowy (zm. 2002)
  - Karol Pazurek, polski piłkarz (zm. 1945)
- 1906:
  - Bede Griffiths, brytyjski mnich benedyktyński (zm. 1993)
  - William McChesney Martin, amerykański polityk (zm. 1998)
  - Florian Zając, polski duchowny katolicki, kapelan AK, działacz antykomunistyczny, więzień polityczny (zm. 1980)
- 1907 – Anatolij Lepin, rosyjski kompozytor (zm. 1984)
- 1908:
  - Štefan Čambal, słowacki piłkarz, trener (zm. 1990)
  - Sebastião Couto, brazylijski piłkarz (zm. ?)
  - Willard Libby, amerykański chemik, laureat Nagrody Nobla (zm. 1980)
  - Lionel Van Praag, australijski żużlowiec pochodzenia holendersko-żydowskiego (zm. 1987)
- 1909 – Edward Smouha, brytyjski lekkoatleta, sprinter, prawnik pochodzenia żydowskiego (zm. 1992)
- 1910:
  - Nikołaj Korytkow, radziecki polityk (zm. 2000)
  - Witold Smętek, polski wszechstronny sportowiec (zm. 1983)
- 1911 – Erwin Nowaczyk, polski pedagog, działacz społeczny, popularyzator muzyki (zm. 1996)
- 1912:
  - Wacław Iwaniuk, polski poeta, eseista, tłumacz, krytyk literacki (zm. 2001)
  - Edward Short, brytyjski polityk (zm. 2012)
  - Wilhelm Studer, szwajcarski elektronik-samouk, konstruktor (zm. 1996)
- 1913:
  - Willy Huber, szwajcarski piłkarz, bramkarz (zm. 1998)
  - Stanisław Parysz, polski duchowny katolicki, kapucyn, uczestnik i ostatni kapelan powstania warszawskiego (zm. 2013)
- 1914:
  - Tadeusz Kożusznik, polski aktor (zm. 1988)
  - Alfréd Radok, czeski reżyser teatralny i filmowy (zm. 1976)
- 1915:
  - (lub 1911) André Claveau, francuski piosenkarz, choreograf (zm. 2003)
  - Robert Dahl, amerykański politolog, socjolog (zm. 2014)
  - Ludwig Fischer, niemiecki kierowca wyścigowy (zm. 1991)
  - Məmməd İsgəndərov, radziecki i azerski polityk (zm. 1985)
  - Danuta Sadowska, polska matematyk, wykładowczyni akademicka (zm. 1979)
- 1916:
  - Esad Mekuli, albański pisarz, tłumacz, publicysta (zm. 1993)
  - Lauri Viita, fiński pisarz (zm. 1965)
  - Penelope Fitzgerald, brytyjska pisarka (zm. 2000)
- 1917 – Daniił Barczenkow, radziecki pilot wojskowy, as myśliwski (zm. 1950)
- 1918:
  - Dusty Anderson, amerykańska aktorka (zm. 2007)
  - Dezső Fábián, węgierski piłkarz wodny (zm. 1973)
  - Witold Zakrzewski, polski prawnik, polityk, poseł na Sejm PRL (zm. 1992)
- 1919:
  - Herbert W. Köhler, niemiecki polityk, lobbysta (zm. 2001)
  - Tomáš Špidlík, czeski kardynał (zm. 2010)
  - Jerzy Stroba, polski duchowny katolicki, biskup pomocniczy gnieźnieński, biskup szczecińsko-kamieński i arcybiskup metropolita poznański (zm. 1999)
- 1920:
  - Kristo Frashëri, albański historyk, wykładowca akademicki (zm. 2016)
  - Kenneth E. Iverson, kanadyjski informatyk, wykładowca akademicki (zm. 2004)
  - Aleksander Kornak, polski ekonomista, wykładowca akademicki (zm. 2005)
  - Ewa Paradies, niemiecka funkcjonariuszka i zbrodniarka nazistowska (zm. 1946)
  - Akmatbek Süjümbajew, radziecki i kirgiski polityk (zm. 1993)
- 1921:
  - Anne Golon, francuska pisarka (zm. 2017)
  - Josef Korčák, czeski polityk, premier Czech (zm. 2008)
  - Teresa Król-Domańska, polska polityk, poseł na Sejm PRL (zm. 2011)
- 1922:
  - Jan Gąsienica Ciaptak, polski narciarz alpejski, skoczek narciarski (zm. 2009)
  - Bernhard Rieger, niemiecki duchowny katolicki, biskup Rottenburga i Stuttgartu (zm. 2013)
  - Mario Rigamonti, włoski piłkarz (zm. 1949)
  - Ryszard Skowroński, polski podporucznik, cichociemny (zm. 1943)
  - Andrzej Wlekliński, polski ślusarz, ofiara stalinizmu (zm. 1948)
- 1923:
  - Jaroslav Pelikan, amerykański historyk chrześcijaństwa pochodzenia słowackiego (zm. 2006)
  - Jürgen Ponto, niemiecki adwokat, bankowiec (zm. 1977)
  - Nina Uljanienko, radziecka pilotka wojskowa (zm. 2005)
- 1924:
  - Jochaj Ben-Nun, izraelski generał major (zm. 1994)
  - Rolf Olinger, szwajcarski narciarz alpejski (zm. 2006)
  - Béla Zsitnik, węgierski wioślarz (zm. 2019)
- 1925:
  - Zbigniew Dutkowski, polski dziennikarz sportowy (zm. 2013)
  - Nicolas Kettel, luksemburski piłkarz (zm. 1960)
- 1926:
  - Allan V. Cox, amerykański geolog, oceanograf (zm. 1997)
  - Stephen Lewis, brytyjski aktor (zm. 2015)
  - Patrice Wymore, amerykańska aktorka, piosenkarka, tancerka (zm. 2014)
  - Maria Żukowska, polska historyk sztuki (zm. 2005)
- 1927:
  - Władysław Klimek, polski naukowiec, pedagog, działacz społeczny (zm. 2000)
  - Marlenka Stupica, słoweńska ilustratorka, malarka (zm. 2022)
- 1928:
  - Leonid Broniewoj, rosyjski aktor (zm. 2017)
  - Adeodato Micallef, maltański duchowny katolicki, biskup, wikariusz apostolski Kuwejtu (zm. 2018)
  - Stanisław Szkraba, polski ekonomista, polityk, poseł na Sejm PRL (zm. 2017)
- 1929:
  - Jacqueline Hill, brytyjska aktorka (zm. 1993)
  - Zbigniew Pawlicki, polski muzykolog, publicysta, popularyzator muzyki (zm. 2017)
- 1930:
  - Sławomir Błaut, polski krytyk literacki, tłumacz (zm. 2014)
  - Armin Mueller-Stahl, niemiecki aktor
  - Leonard Pulchny, polski reżyser i scenarzysta filmów animowanych i dokumentalnych (zm. 2020)
- 1931:
  - Krystyna Boglar, polska pisarka (zm. 2019)
  - Peter Kirby, kanadyjski bobsleista
  - Fernando Legal, brazylijski duchowny katolicki, biskup Limeira i São Miguel Paulista (zm. 2023)
  - Ołeksij Rastorhujew, ukraiński piłkarz, trener (zm. 2002)
- 1932:
  - Tadeusz Komsta, polski rolnik, polityk, poseł na Sejm PRL (zm. 1994)
  - Jorma Kortelainen, fiński biegacz narciarski, wioślarz (zm. 2012)
  - Tinka Kurti, albańska aktorka
- 1933:
  - Zenon Chudy, polski polityk, poseł na Sejm PRL
  - Bolesław Fleszar, polski chemik, wykładowca akademicki, polityk, senator RP (zm. 2023)
  - Stefan Florenski, polski piłkarz, trener (zm. 2020)
  - Mieczysław Makowski, polski kompozytor, pianista, pedagog (zm. 2014)
  - Finn Sterobo, duński piłkarz, bramkarz (zm. 2021)
- 1934:
  - Ewa Nowacka, polska pisarka (zm. 2011)
  - Ray Wilson, angielski piłkarz (zm. 2018)
- 1935:
  - Zbigniew Herman, polski lekarz, farmakolog (zm. 2010)
  - Pachomiusz, egipski duchowny koptyjski, metropolita Damanhuru, Matruh i Pięciu Miast Zachodu (zm. 2025)
- 1936:
  - Jorge Mario Bergoglio, argentyński duchowny katolicki, arcybiskup metropolita Buenos Aires, prymas Argentyny, jezuita, kardynał, papież Franciszek (zm. 2025)
  - Klaus Kinkel, niemiecki prawnik, polityk (zm. 2019)
  - Al Miller, amerykański piłkarz, trener
- 1937:
  - Franz De Mulder, belgijski kolarz szosowy (zm. 2001)
  - Sergio Jiménez, meksykański aktor (zm. 2007)
  - John Kennedy Toole, amerykański pisarz (zm. 1969)
- 1938:
  - Leo Cárdenas, kubański baseballista
  - Carlo Little, brytyjski perkusista, członek zespołów: The Rolling Stones, Screaming Lord Sutch and The Savages i The Flowerpot Men (zm. 2005)
  - Peter Snell, nowozelandzki lekkoatleta, średniodystansowiec (zm. 2019)
- 1939:
  - Cristina Gutiérrez-Cortines Corral, hiszpańska historyk sztuki, polityk
  - Eddie Kendricks, amerykański piosenkarz (zm. 1992)
  - Mengálvio, brazylijski piłkarz
  - Joseph Roduit, szwajcarski duchowny katolicki, zakonnik, kanonik regularny, opat Saint-Maurice (zm. 2015)
  - Władysław Zieliński, polski historyk, doktor habilitowany nauk humanistycznych (zm. 1987)
- 1940:
  - Adolfo Canepa, gibraltarski polityk, szef ministrów
  - Édika, francuski twórca komiksów, satyryk pochodzenia egipskiego
  - Nicolae Lupescu, rumuński piłkarz (zm. 2017)
- 1941:
  - Dave Dee, brytyjski piosenkarz, gitarzysta, kompozytor (zm. 2009)
  - Marie-Chantal Depetris-Demaille, francuska florecistka (zm. 2025)
  - Emil Kowalczyk, polski poeta, redaktor, działacz społeczny, pedagog (zm. 2005)
  - Leszek Lackorzyński, polski prawnik, prokurator, polityk, senator RP (zm. 2019)
  - André Lacrampe, francuski duchowny katolicki, arcybiskup Besançon (zm. 2015)
  - Henryk Pieczul, polski artysta fotograf
- 1942:
  - Muhammadu Buhari, nigeryjski generał, polityk, prezydent Nigerii (zm. 2025)
  - Karl Odermatt, szwajcarski piłkarz
  - Henryk Rogacki, polski geograf (zm. 2010)
  - Wojciech Wróż, polski wspinacz (zm. 1986)
  - Andrzej Zaorski, polski aktor, artysta kabaretowy (zm. 2021)
- 1943:
  - Christopher Cazenove, brytyjski aktor (zm. 2010)
  - József Csatári, węgierski zapaśnik (zm. 2021)
  - Ron Geesin, szkocki pianista i kompozytor awangardowy
  - Gyula Márfi, węgierski duchowny katolicki, arcybiskup Veszprému
  - Rick Nolan, amerykański przedsiębiorca, polityk (zm. 2024)
- 1944:
  - Ferenc Bene, węgierski piłkarz (zm. 2006)
  - Jack L. Chalker, amerykański pisarz science fiction (zm. 2005)
  - Harry Droog, holenderski wioślarz
  - Bernard Hill, brytyjski aktor (zm. 2024)
  - Timo Mukka, fiński prozaik, nowelista, poeta (zm. 1973)
  - Patrick Ollier, francuski samorządowiec, polityk
- 1945:
  - Joanna Bogacka, polska aktorka (zm. 2012)
  - Jean-Pierre Cattenoz, francuski duchowny katolicki, arcybiskup Awinionu
  - Ernie Hudson, amerykański aktor
  - Jacqueline Wilson, brytyjska pisarka
- 1946:
  - Claude Lechatellier, francuski kolarz szosowy
  - Eugene Levy, kanadyjski aktor
  - Suresh Oberoi, indyjski aktor
- 1947:
  - Mykoła Azarow, ukraiński polityk, premier Ukrainy
  - Eugeniusz Biskupski, polski lekkoatleta, trójskoczek (zm. 2010)
  - Robert Dornhelm, austriacki reżyser filmowy
  - Marilyn Hassett, amerykańska aktorka
  - Elżbieta Igras, polska piosenkarka
  - Wes Studi, amerykański aktor pochodzenia czirokeskiego
- 1948:
  - Walerij Biełousow, rosyjski hokeista, trener (zm. 2015)
  - Adam Decowski, polski poeta, satyryk
  - Tadeusz Dziuba, polski polityk, wojewoda wielkopolski
- 1949:
  - Joel Brooks, amerykański aktor
  - Sotiris Kaiafas, cypryjski piłkarz
  - Karl-Heinz Menz, niemiecki biathlonista
  - Paul Rodgers, brytyjski wokalista, autor tekstów piosenek
- 1950:
  - Solomon Amatu, nigeryjski duchowny katolicki, biskup Okigwe
  - Carlton Barrett, jamajski perkusista (zm. 1987)
  - Michael Cashman, brytyjski aktor, polityk, eurodeputowany
  - Óscar Fabbiani, chilijski piłkarz pochodzenia argentyńskiego
  - Sam Hennings, amerykański aktor
  - Mieczysław Jaskierski, polski hokeista
  - Tore Kordahl, norweski piłkarz
  - Hanna Rostowa, ukraińska siatkarka
  - Adam Sandauer, polski fizyk, działacz społeczny (zm. 2023)
  - Andrzej Sielańczyk, polski kardiolog, polityk, poseł na Sejm RP
  - Wiesław Trzeciakowski, polski poeta, prozaik, publicysta
- 1951:
  - Sławomir Cytrycki, polski ekonomista, urzędnik państwowy, polityk
  - Tatjana Kazankina, rosyjska lekkoatletka, biegaczka średniodystansowa
  - Zdzisław Nowicki, polski dyplomata, polityk, senator RP (zm. 2006)
- 1952:
  - Hans Alders, holenderski polityk
  - Jochen Bachfeld, niemiecki bokser
  - Lupe Madera, meksykański bokser (zm. 2005)
  - Charlotte Schwab, szwajcarska aktorka
- 1953:
  - Mirosława Chełczyńska, polska lekkoatletka, płotkarka
  - Mykoła Melnyk, ukraiński pilot helikoptera (zm. 2013)
  - Maria Mielnikow-Krawczyk, polska aktorka
  - Bill Pullman, amerykański aktor, producent filmowy
- 1954:
  - Pichi Alonso, hiszpański piłkarz, trener
  - Roberto Bergamaschi, włoski duchowny katolicki, salezjanin, wikariusz apostolski Awasy i wikariusz apostolski Gambelli w Etiopii
  - Agapiusz (Dritsas), grecki biskup prawosławny
  - Sergejus Jovaiša, litewski koszykarz, polityk
  - Roman Murdza, polski siatkarz, trener
  - Grażyna Sztark, polska polityk, senator RP
  - Élisabeth Toutut-Picard, francuska polityk
  - Síle de Valera, irlandzka polityk
- 1955:
  - Danijjel Ajjalon, izraelski ekonomista, dyplomata, polityk
  - Janusz Bobik, polski jeździec sportowy
  - Edmond Enoka, kameruński piłkarz
  - Zbigniew Gaciong, polski internista, wykładowca akademicki
  - Zdzisław Kroplewski, polski duchowny katolicki, teolog, wykładowca akademicki
  - Alfredo Pitalua, kolumbijski bokser
  - Ondrej Rigo, słowacki seryjny morderca (zm. 2022)
  - Jean-Luc Schaffhauser, francuski polityk, eurodeputowany
  - Jagadish Shettar, indyjski prawnik, polityk
- 1956:
  - Amado Carrillo Fuentes, meksykański przestępca, przemytnik i handlarz narkotyków (zm. 1997)
  - Peter Farrelly, amerykański reżyser, scenarzysta i producent filmowy
  - Krzysztof Pastor, polski tancerz baletowy, choreograf, dyrektor baletu
  - Totka Petrowa, bułgarska lekkoatletka, biegaczka średniodystansowa
  - Andrzej Pieczyński, polski aktor, reżyser teatralny, pedagog
- 1957:
  - Jarosław Bielski, polski aktor, reżyser teatralny, pedagog
  - Wendy Hoyte, brytyjska lekkoatletka, sprinterka
  - Cezary Pomarański, polski samorządowiec, działacz oświatowy, polityk
  - Elżbieta Witek, polska nauczycielka, polityk, poseł i marszałek Sejmu RP
- 1958:
  - Mathias Jung, niemiecki biathlonista
  - Mike Mills, amerykański muzyk, wokalista, członek zespołu R.E.M.
  - Józef Ramlau, polski polityk, wicewojewoda kujawsko-pomorski
  - Jerzy Sądel, polski leśnik, samorządowiec, polityk, poseł na Sejm RP
  - Roberto Tozzi, włoski lekkoatleta, sprinter
- 1959:
  - Gregg Araki, amerykański reżyser, scenarzysta, montażysta i producent filmowy pochodzenia japońskiego
  - Phillip Aspinall, australijski duchowny anglikański, arcybiskup Brisbane, prymas Kościoła Anglikańskiego Australii
  - Hattie Hayridge, brytyjska artystka kabaretowa, aktorka
  - Albert King, amerykański koszykarz
  - Henryk Wejman, polski duchowny katolicki, biskup pomocniczy szczecińsko-kamieński
- 1960:
  - Moreno Argentin, włoski kolarz szosowy
  - Tarako Isono, japońska aktorka (zm. 2024)
  - Miroslav Kalousek, czeski polityk
  - Marin Rajkow, bułgarski polityk, dyplomata, premier Bułgarii
  - Bernard Shlesinger, amerykański duchowny katolicki, biskup pomocniczy Atlanty
- 1961:
  - Victor Hugo Basabe, wenezuelski duchowny katolicki, biskup San Felipe
  - Sara Dallin, brytyjska wokalistka, członkini zespołu Bananarama
  - Lee Chang-jik, południowokoreański aktor
  - Ersun Yanal, turecki trener piłkarski
- 1962:
  - Muhammad Salim wuld al-Baszir, mauretański polityk, premier Mauretanii
  - Alexandra Lorska, francuska tancerka, aktorka i prezenterka
  - Galina Malczugina, rosyjska lekkoatletka, sprinterka
  - Brad Sellers, amerykański koszykarz, komentator sportowy, polityk
  - Harald Winkler, austriacki bobsleista
- 1963:
  - Vince DiFiore, amerykański muzyk, autor tekstów, członek zespołu Cake
  - Jón Kalman Stefánsson, islandzki poeta, prozaik
- 1964:
  - Erik Holmgren, fiński piłkarz
  - Frank Musil, czeski hokeista
  - Maciej Nowak, polski dziennikarz, publicysta, krytyk teatralny i kulinarny, satyryk
  - Dariusz Piontkowski, polski samorządowiec, polityk, poseł na Sejm RP, minister edukacji narodowej
- 1965:
  - François Gachet, francuski kolarz górski
  - Jeff Grayer, amerykański koszykarz
  - Dorota Kaduszkiewicz, polska lekkoatletka, skoczkini wzwyż
  - Ihor Kutiepow, ukraiński piłkarz, bramkarz, trener
  - Jasna Šekarić, serbska strzelczyni sportowa
- 1966:
  - Yūko Arimori, japońska lekkoatletka, maratonistka
  - Robin Fraser, amerykański piłkarz, trener pochodzenia jamajskiego
  - Steve Knight, amerykański polityk, kongresman
  - Walerij Lukin, kazachski gimnastyk, trener pochodzenia rosyjskiego
  - Kristiina Ojuland, estońska polityk, prawnik
  - Jerzy Podbrożny, polski piłkarz, trener i menedżer piłkarski
  - Ałła Zahajkewycz, ukraińska kompozytorka
  - Krzysztof Zalewski, polski historyk, dziennikarz (zm. 2012)
- 1967:
  - Gigi D’Agostino, włoski didżej, remixer, producent muzyczny
  - Vincent Damphousse, kanadyjski hokeista
  - Grzegorz (Durić), serbski biskup prawosławny
  - Saławat Rachmietow, rosyjski wspinacz sportowy
  - Marcin Sołtyk, polski lektor
- 1968:
  - Piotr Grochowski, polski biolog, wykładowca akademicki
  - Claudio Suárez, meksykański piłkarz
  - Paul Tracy, kanadyjski kierowca wyścigowy
- 1969:
  - Igor Corman, mołdawski historyk, polityk, dyplomata
  - Wolfram Grandezka, niemiecki aktor
  - Laurie Holden, amerykańska aktorka
  - Peter Karlsson, szwedzki żużlowiec
  - Chuck Liddell, amerykański zawodnik MMA
  - Inna Łasowska, rosyjska lekkoatletka, trójskoczkini
  - Rob Maas, holenderski piłkarz, trener
  - Robinah Nabbanja, ugandyjska polityk, premier Ugandy
  - María Quintanal, hiszpańska strzelczyni sportowa
  - Kiyoshi Tamura, japoński wrestler, zawodnik MMA
- 1970:
  - Aleksiej Gierasimienko, rosyjski piłkarz
  - Igor Girkin, rosyjski pułkownik rezerwy wojsk specjalnych, najemnik
  - Lado Gurgenidze, gruziński polityk, premier Gruzji
  - Michael Mols, holenderski piłkarz
  - Petyr Moskow, bułgarski lekarz, polityk
  - Pavel Padrnos, czeski kolarz szosowy
  - Seo Jung-won, południowokoreański piłkarz, trener
  - Stella Tennant, szkocka modelka (zm. 2020)
  - Sean Patrick Thomas, amerykański aktor
  - Agnieszka Wagner, polska aktorka
- 1971:
  - Jacek Cichocki, polski socjolog, polityk, minister spraw wewnętrznych
  - Nacho González, argentyński piłkarz, bramkarz
  - Marcin Gruchała, polski lekarz, specjalista w zakresie chorób wewnętrznych i kardiologii, profesor nauk medycznych.
  - Igor Kokoškov, serbski trener koszykówki
  - Nikki McCray, amerykańska koszykarka, trenerka (zm. 2023)
  - Artur Petrosjan, ormiański piłkarz
  - Antoine Rigaudeau, francuski koszykarz
- 1972:
  - John Abraham, indyjski aktor, model
  - Anton Ehmann, austriacki piłkarz
  - Sokol Olldashi, albański polityk (zm. 2013)
  - Iván Pedroso, kubański lekkoatleta, skoczek w dal
- 1973:
  - Eddie Fisher, amerykański perkusista, członek zespołu OneRepublic
  - Brian Fitzpatrick, amerykański polityk, kongresman
  - Konstandinos Gatsiudis, grecki lekkoatleta, oszczepnik
  - Paula Radcliffe, brytyjska lekkoatletka, biegaczka długodystansowa
- 1974:
  - Duff Goldman, amerykański cukiernik, osobowość telewizyjna
  - Adam Jarubas, polski polityk, samorządowiec, marszałek województwa świętokrzyskiego, eurodeputowany
  - Goran Łazarewski, macedoński piłkarz
  - Mikołaj (Olchowski), rosyjski biskup prawosławny
  - Sarah Paulson, amerykańska aktorka
  - Christopher Perle, maurytyjski piłkarz
  - Giovanni Ribisi, amerykański aktor pochodzenia włosko-niemiecko-angielskiego
  - Michael Stolle, niemiecki lekkoatleta, tyczkarz
- 1975:
  - Oktay Derelioğlu, turecki piłkarz
  - Maren Derlien, niemiecka wioślarka
  - André Heller, brazylijski siatkarz
  - Susanthika Jayasinghe, lankijska lekkoatletka, sprinterka
  - Milla Jovovich, amerykańska aktorka, modelka, piosenkarka, projektantka mody pochodzenia serbsko-ukraińskiego
  - Paweł Tanajno, polski przedsiębiorca, działacz polityczny
- 1976:
  - Éric Bédard, kanadyjski łyżwiarz szybki, specjalista short tracku
  - Nir Dawidowicz, izraelski piłkarz, bramkarz
  - Kim Sang-shik, południowokoreański piłkarz
  - Zsuzsanna Lovász-Pavlik, węgierska piłkarka ręczna
  - Teedra Moses, amerykańska piosenkarka
  - Patrick Müller, szwajcarski piłkarz
  - Andrew Simpson, brytyjski żeglarz sportowy (zm. 2013)
  - Wojciech Szuchnicki, polski florecista
  - Tomasz Szymuś, polski muzyk, kompozytor, aranżer, dyrygent
- 1977:
  - Maria Brink, amerykańska wokalistka, kompozytorka
  - Arnaud Clément, francuski tenisista
  - Oksana Fiodorowa, rosyjska fotomodelka
  - Liédson, portugalski piłkarz pochodzenia brazylijskiego
  - Mathias Seger, szwajcarski hokeista
  - Katheryn Winnick, kanadyjska aktorka pochodzenia ukraińskiego
- 1978:
  - Krisztina Czakó, węgierska łyżwiarka figurowa
  - Riteish Deshmukh, indyjski aktor
  - Michaił Koklajew, rosyjski sztangista, strongman
  - Jakub Lubowicz, polski kompozytor, aranżer, dyrygent, pianista, producent muzyczny
  - Manny Pacquiao, filipiński bokser
  - Daniele Portanova, włoski piłkarz
  - Neil Sanderson, kanadyjski perkusista, członek zespołu Three Days Grace
  - Chase Utley, amerykański baseballista
- 1979:
  - Mohamed Benhamou, algierski piłkarz, bramkarz
  - Ryan Key, amerykański wokalista, gitarzysta, członek zespołu Yellowcard
  - Dmytro Pałamarczuk, ukraiński szachista
  - Antonio Rodríguez Martínez, hiszpański piłkarz, bramkarz
  - Sande Swaby, jamajska lekkoatletka, tyczkarka
  - Ołeksandr Zubariew, ukraiński łyżwiarz figurowy, trener
- 1980:
  - Suzy Batkovic-Brown, australijska koszykarka pochodzenia chorwackiego
  - Jan Chvojka, czeski prawnik, samorządowiec, polityk
  - Ronald García, boliwijski piłkarz
  - Ryan Hunter-Reay, amerykański kierowca wyścigowy
  - Sven Paris, włoski bokser
  - Petra Ujhelyi, węgierska koszykarka
  - Michał Zieniawa, polski judoka
- 1981:
  - Nick Baumgartner, amerykański snowboardzista
  - Wacław Kiełtyka, polski muzyk, kompozytor, multiinstrumentalista, członek zespołu Decapitated
  - Tim Wiese, niemiecki piłkarz, bramkarz
- 1982:
  - Steven Frayne, brytyjski iluzjonista
  - Aleksandra Klejnowska, polska sztangistka
  - Stéphane Lasme, gaboński koszykarz
  - Emil Rojek, polski prawnik, wicewojewoda pomorski
  - Martin Sauer, niemiecki wioślarz
- 1983:
  - Nicole Büchler, szwajcarska lekkoatletka, tyczkarka
  - Magdalena Marek, polska polityk, poseł na Sejm RP
  - Rafał Kosznik, polski piłkarz
  - Chidi Odiah, nigeryjski piłkarz
  - Sébastien Ogier, francuski kierowca rajdowy
  - Marta Plewa, polska lekkoatletka, tyczkarka
- 1984:
  - Michele Benedetti, włoski skoczek do wody
  - Martin Emmrich, niemiecki tenisista
  - Christof Innerhofer, włoski narciarz alpejski
  - Josefin Neldén, szwedzka aktorka
  - Michał Rajkowski, polski żużlowiec
  - Tennessee Thomas, amerykańska perkusistka, aktorka
  - Shannon Woodward, amerykańska aktorka
- 1985:
  - Łukasz Broź, polski piłkarz
  - Sebastian Haupt, niemiecki skeletonista
  - Łukasz Janik, polski bokser
  - Katie Kox, amerykańska aktorka pornograficzna
  - Pawieł Sitko, białoruski piłkarz
  - Katri Ylander, fińska piosenkarka
  - Hicham Ziouti, francuski bokser
- 1986:
  - Emma Bell, amerykańska aktorka
  - Andrés Fernández, hiszpański piłkarz, bramkarz
  - Olga Gołowkina, rosyjska lekkoatletka, biegaczka długodystansowa
  - Besart Ibraimi, macedoński piłkarz
  - Fatima Siad, somalijska modelka pochodzenia etiopskiego
- 1987:
  - Marina Arzamasowa, białoruska lekkoatletka, biegaczka średniodystansowa
  - Chelsea Manning, amerykańska wojskowa, analityk wywiadu
  - Péter Módos, węgierski zapaśnik
  - Andriej Parfionow, rosyjski biegacz narciarski
- 1988:
  - Buka, polski raper
  - Jin Sun-yu, południowokoreańska panczenistka, specjalistka short tracku
  - Dawid Kowal, polski skoczek narciarski
  - David Rudisha, kenijski lekkoatleta, średniodystansowiec
- 1989:
  - André Ayew, ghański piłkarz
  - Sophie Boilley, francuska biathlonistka
  - André Hansen, norweski piłkarz, bramkarz
  - Marcel Risse, nirmiecki piłkarz
  - Zsófia Simon, węgierska koszykarka
  - Żajna Szekierbiekowa, kazachska pięściarka
  - Xu Li, chińska zapaśniczka
  - Taylor York, amerykański gitarzysta, członek zespołu Paramore
- 1990:
  - Henri Anier, estoński piłkarz
  - Abderrazak Hamdallah, marokański piłkarz
  - Igor Herbut, polski wokalista, kompozytor, muzyk, lider zespołu LemON
  - Osvaldo Rodríguez, kostarykański piłkarz
- 1991:
  - Michaił Ryżow, rosyjski lekkoatleta, chodziarz
  - Sou Yaty, kambodżański piłkarz, bramkarz
- 1992:
  - Aurélie De Ryck, belgijska lekkoatletka, tyczkarka
  - Alex Dujshebaev, hiszpański piłkarz ręczny pochodzenia kirgiskiego
  - Buddy Hield, bahamski koszykarz
  - Lood de Jager, południowoafrykański rugbysta
  - Andrew Nabbout, australijski piłkarz
  - Abdón Prats, hiszpański piłkarz
- 1993:
  - Kiersey Clemons, amerykańska aktorka
  - Kenny Saief, izraelski piłkarz
- 1994:
  - Noureddine Bettahar, polski hokeista pochodzenia algierskiego
  - Jewgienija Tarasowa, rosyjska łyżwiarka figurowa
  - Nat Wolff, amerykański muzyk, piosenkarz, kompozytor, aktor
- 1995:
  - Rune Fasteland, norweski siatkarz
  - Lázaro Hernández, kubański zapaśnik
  - Kacper Piechocki, polski siatkarz
  - Guerschon Yabusele, francuski koszykarz
- 1996:
  - Karol Gązwa, polski youtuber
  - Aleksandra Hornik, polska lekkoatletka, biegaczka na orientację
  - Jelizawieta Tuktamyszewa, rosyjska łyżwiarka figurowa
- 1997:
  - Naiktha Bains, brytyjska tenisistka
  - Marija Kuzniecowa, rosyjska zapaśniczka
  - Imani Lansiquot, brytyjska lekkoatletka, sprinterka
  - Shōma Uno, japoński łyżwiarz figurowy
- 1998:
  - Martin Ødegaard, norweski piłkarz
  - Manu Ríos, hiszpański aktor, model, influencer
  - Alecia Sutton, amerykańska koszykarka
  - Mikayla Vaughn, amerykańska koszykarka
- 1999:
  - Gleb Czugunow, rosyjsko-polski żużlowiec
  - Hallgeir Engebråten, norweski łyżwiarz szybki
  - Weronika Zawistowska, polska piłkarka
- 2000:
  - Ołeksandr Bojko, ukraiński siatkarz
  - Wesley Fofana, francuski piłkarz pochodzenia iworyjskiego
  - Ripley Parker, brytyjska scenarzystka
- 2001:
  - Abde Ezzalzouli, marokański piłkarz
  - Riku Miura, japońska łyżwiarka figurowa
  - Palion, polski youtuber, piosenkarz
- 2002:
  - Stefania Liberakakis, holendersko-grecka piosenkarka
  - Matthew Richards, brytyjski pływak
- 2003:
  - Ante Crnac, chorwacki piłkarz
  - Artur Danijelan, rosyjski łyżwiarz figurowy pochodzenia ormiańskiego
  - Nika Vetrih, słoweńska skoczkini narciarska
  - Kylie Welker, amerykańska zapaśniczka
- 2004:
  - G.G. Jackson, amerykański koszykarz
  - Ksawery Masiuk, polski pływak
- 2007 – Jakub, członek brytyjskiej rodziny królewskiej

## Zmarli
- 942 – Wilhelm I Długi Miecz, książę Normandii (ur. ok. 905)
- 952 – Hugo Czarny, hrabia Burgundii, Mâcon i Autun, król Prowansji (ur. ?)
- 1187 – Grzegorz VIII, papież (ur. ok. 1100)
- 1195 – Baldwin V, hrabia Hainaut, margrabia Namur, hrabia Flandrii (ur. 1150)
- 1213 – Jan de Matha, francuski zakonnik, święty (ur. 1150)
- 1219 – Conon de Béthune, francuski truwer (ur. ok. 1160)
- 1273 – Rumi, perski mistyk, poeta, teolog islamski (ur. 1207)
- 1302 – Pietro Valeriano Duraguerra, włoski kardynał (ur. ?)
- 1439 – Maria z Trapezuntu, cesarzowa bizantyńska (ur. ?)
- 1471 – Izabela Aviz, infantka portugalska, księżna Burgundii (ur. 1397)
- 1478 – Warcisław X, książę bardowski, rugijski i wołogoski (ur. 1435)
- 1532 – Johann Wilde, niemiecki duchowny katolicki, biskup pomocniczy kamieński i warmiński (ur. ok. 1438)
- 1551 – (lub 16 grudnia) Jerzy Utiešenović, węgierski duchowny katolicki, polityk pochodzenia chorwackiego, biskup Wielkiego Waradynu, kardynał, współregent Wschodniego Królestwa Węgier (ur. 1482)
- 1592 – Vincenzo Lauro, włoski duchowny katolicki, biskup Mondovì, nuncjusz apostolski, kardynał (ur. 1523)
- 1597 – Fryderyk Wittelsbach, hrabia palatyn i książę Palatynatu-Zweibrücken-Vohenstrauss-Parkstein (ur. 1557)
- 1648 – Michał Schambogen, polski duchowny katolicki, teolog, sekretarz królewski (ur. 1589)
- 1662 – Jan Kos, polski polityk, wojewoda chełmiński (ur. ?)
- 1678 – Aleksander, rosyjski duchowny prawosławny, biskup wiacki (ur. 1603 lub 08)
- 1697 – Eleonora Habsburżanka, arcyksiężniczka austriacka, królowa Polski (ur. 1653)
- 1714 – Antonio Francesco Sanvitale, włoski duchowny katolicki, arcybiskup Urbino, kardynał (ur. 1660)
- 1732 – Józef I Jan, książę Liechtensteinu (ur. 1690)
- 1733 – Jan Feliks Szaniawski, polski duchowny katolicki, biskup pomocniczy lwowski, biskup chełmski (ur. ok. 1677)
- 1763 – Fryderyk Krystian Wettyn, królewicz polski, elektor Saksonii (ur. 1722)
- 1803 – Pietro Antonio Zorzi, włoski duchowny katolicki, arcybiskup Udine, kardynał (ur. 1745)
- 1808 – Charles Jenkonson, brytyjski arystokrata, polityk (ur. 1727)
- 1814 – Christian Colbjørnsen, austriacki malarz (ur. 1749)
- 1821 – Caspar Erasmus Duftschmid, austriacki przyrodnik, lekarz (ur. 1767)
- 1825 – Bohdan Knorring, rosyjski generał pochodzenia niemieckiego (ur. 1744)
- 1828 – William Jackson, amerykański polityk (ur. 1759)
- 1830 – Simón Bolívar, południowoamerykański bojownik o wyzwolenie spod panowania hiszpańskiego, polityk, prezydent Peru, Wenezueli i Boliwii (ur. 1783)
- 1831 – Francis Swaine Muhlenberg, amerykański polityk (ur. 1795)
- 1833 – Kaspar Hauser, niemiecki znajda (ur. 1812)
- 1846 – Thomas Grenville, brytyjski bibliofil, polityk, dyplomata (ur. 1755)
- 1847 – Maria Ludwika Austriaczka, cesarzowa Francuzów, księżna Parmy (ur. 1791)
- 1854 – Dudley Coutts Stuart, brytyjski arystokrata, polonofil (ur. 1803)
- 1857 – Francis Beaufort, irlandzki fizyk, meteorolog (ur. 1774)
- 1858 – Koca Mustafa Reşid Pasza, wielki wezyr Imperium Osmańskiego (ur. 1800)
- 1859:
  - Linn Boyd. amerykański polityk (ur. 1800)
  - Jan Feliks Piwarski, polski malarz, grafik, pedagog (ur. 1794)
- 1860 – Dezyderia Clary, królowa Szwecji (ur. 1777)
- 1867 – Jakub Lewiński, polski generał, uczestnik powstania listopadowego (ur. 1792)
- 1869 – Antoni Manastyrski, polski duchowny katolicki, biskup przemyski (ur. 1803)
- 1870 – Giuseppe Saverio Mercadante, włoski kompozytor (ur. 1795)
- 1872 – Seweryn Mielżyński, polski polityk, działacz niepodległościowy, malarz, kolekcjoner dzieł sztuki (ur. 1804)
- 1874:
  - William B. Cushing, amerykański komandor porucznik (ur. 1842)
  - Mateusz Eustachy Lubowidzki, polski polityk (ur. 1789)
- 1876 – Costantino Patrizi Naro, włoski kardynał (ur. 1798)
- 1881 – Lewis Morgan, amerykański antropolog kulturowy, historyk (ur. 1818)
- 1887 – Alexander von Minutoli, niemiecki prawnik, ekonomista, artysta, kolekcjoner, muzealnik (ur. 1806)
- 1894 – Markus Przeworski, polski przedsiębiorca pochodzenia żydowskiego (ur. 1816)
- 1895 – János Irinyi, węgierski chemik, wynalazca (ur. 1817)
- 1896 – Stefan Krzyszkowski, polski kompozytor, pedagog, publicysta i krytyk muzyczny (ur. 1842)
- 1898:
  - William Norton, walijski rugbysta (ur. 1862)
  - Hermann Wilhelm Vogel, niemiecki fototechnik (ur. 1834)
- 1899 – Henryk Nagiel, polski pisarz, dziennikarz, reporter, adwokat (ur. 1859)
- 1901 – Józef Manyanet i Vives, hiszpański duchowny katolicki, święty (ur. 1833)
- 1902:
  - Matylda od Najświętszego Serca Jezusa, hiszpańska zakonnica, błogosławiona (ur. 1841)
  - Martín Tovar y Tovar, wenezuelski malarz, pedagog (ur. 1827)
- 1907 – Lord Kelvin, brytyjski fizyk, matematyk, przyrodnik pochodzenia irlandzkiego (ur. 1824)
- 1909 – Leopold II Koburg, król Belgów (ur. 1835)
- 1911 – Josip Frank, chorwacki adwokat, publicysta, polityk (ur. 1844)
- 1914 – Otto Sackur, niemiecki chemik fizyczny (ur. 1880)
- 1915 – Adam Wroński, polski skrzypek, kompozytor, dyrygent, pedagog (ur. 1850 lub 51)
- 1916 – Jacek Maria Cormier, francuski dominikanin, błogosławiony (ur. 1832)
- 1917:
  - Elizabeth Garrett Anderson, brytyjska lekarka, polityk (ur. 1836)
  - Dow Ber Borochow, rosyjski filozof, polityk pochodzenia żydowskiego (ur. 1881)
- 1919 – José María Cos y Macho, hiszpański duchowny katolicki, arcybiskup Valladolid, kardynał (ur. 1838)
- 1920 – Alfred Pastuszeńko, polski major (ur. 1895)
- 1921:
  - Thomas Algernon Chapman, szkocki lekarz, entomolog (ur. 1842)
  - Clemens von Delbrück, pruski polityk (ur. 1856)
  - Jeronimas Ralys, litewski lekarz, prozaik, tłumacz (ur. 1876)
  - Jules Trinité, francuski strzelec sportowy (ur. 1856)
  - Gabriela Zapolska, polska aktorka, dramatopisarka, powieściopisarka, publicystka, krytyczka teatralna i artystyczna (ur. 1857)
- 1925:
  - Antoni Danysz, polski teoretyk wychowania, historyk kultury, wykładowca akademicki (ur. 1853)
  - Herman Rodziński, polski lekarz, generał brygady (ur. 1862)
- 1926 – Aleksandr Kastalski, rosyjski kompozytor, dyrygent chóralny (ur. 1856)
- 1928:
  - Wenanty Burdziński, polsko-ukraiński przyrodnik (ur. 1864)
  - Baselios Geevarghese I, indyjski duchowny Malankarskiego Kościoła Ortodoksyjnego, Katolikos Wschodu i zwierzchnik Kościoła (ur. 1870)
  - Karol Pollak, polski elektrotechnik, przedsiębiorca, wynalazca (ur. 1859)
- 1929:
  - Manuel Gomes da Costa, portugalski wojskowy, polityk, prezydent Portugalii (ur. 1863)
  - Marian Tatarkiewicz, polski aktor, reżyser teatralny, dramaturg (ur. 1875)
  - Ted Wilde, amerykański reżyser i scenarzysta filmowy (ur. 1889)
- 1930:
  - Nikołaj Kasatkin, rosyjski malarz (ur. 1859)
  - Smith Streeter, amerykański roquesista (ur. 1844)
  - Peter Warlock, brytyjski kompozytor, muzykolog (ur. 1894)
- 1931 – Jonas Yčas, litewski polityk, działacz polityczny i religijny (ur. 1880)
- 1932 – Charles Winckler, duński wszechstronny sportowiec (ur. 1867)
- 1933:
  - Thubten Gjaco, XIII Dalajlama (ur. 1876)
  - Oskar Potiorek, austriacki generał (ur. 1853)
- 1934:
  - Stefan Bartoszewicz, polski chemik, przemysłowiec (ur. 1870)
  - Moritz Müller, niemiecki malarz (ur. 1868)
- 1935:
  - Juan Vicente Gómez, wenezuelski generał, polityk, prezydent Wenezueli (ur. 1857)
  - Lizette Woodworth Reese, amerykańska poetka (ur. 1856)
- 1937:
  - Katarzyna Arska, rosyjska działaczka i święta prawosławna (ur. 1875)
  - Kira Oboleńska, rosyjska nauczycielka, święta prawosławna (ur. 1889)
  - Gabriel (Wojewodin), rosyjski biskup prawosławny (ur. 1869)
- 1938:
  - Gustav Tammann, niemiecki chemik, fizyk, wykładowca akademicki (ur. 1861)
  - Stanisław Wróblewski, polski działacz państwowy, prawnik (ur. 1868)
- 1939 – Tadeusz Gromnicki, polski duchowny katolicki, teolog, historyk, filozof, wykładowca akademicki (ur. 1851)
- 1940:
  - Alicia Boole Stott, brytyjska matematyk pochodzenia irlandzkiego (ur. 1860)
  - Jerzy Dąbrowski, polski podpułkownik kawalerii (ur. 1889)
  - Oswald Bruce Cooper, amerykański typografik, kaligrafik, pedagog (ur. 1873)
  - Leonid Sagałow, rosyjski pianista (ur. 1910)
- 1941:
  - (lub 1942) Mieczysław Braun, polski adwokat, poeta pochodzenia żydowskiego (ur. 1902)
  - Jan Brzozowski-Haluch, polski pułkownik saperów, przemysłowiec, polityk, poseł na Sejm RP, prezydent Lwowa (ur. 1883)
  - Emil Macieliński, polski major kawalerii, żołnierz ZWZ (ur. 1892)
- 1942:
  - Marian Arct, polski dyrektor szkół rolniczych, żołnierz ZWZ-AK (ur. 1896)
  - Zenobia Jelińska, polska urzędniczka, członkini ZWZ-AK (ur. 1913)
  - Maria Kaczyńska, polska urzędniczka pocztowa, nauczycielka tajnego nauczania, żołnierz ZWZ-AK (ur. 1907)
  - Stanisław Kołodziej, polski duchowny katolicki, męczennik, Sługa Boży (ur. 1907)
  - Zenon Kiembrowski, polski podporucznik rezerwy saperów, żołnierz ZWZ-AK (ur. 1909)
  - Władysław Otłowski, polski urzędnik, żołnierz ZWZ-AK (ur. 1915)
  - Edmund Zdanowski, polski urzędnik, działacz sportowy, żołnierz ZWZ-AK (ur. 1914)
- 1943:
  - Frans Hombörg, holenderski piłkarz (ur. 1898)
  - Łucja Charewiczowa, polska historyk (ur. 1897)
  - Michał Garczyk, polski starszy sierżant (ur. 1900)
- 1946 – Grigorij Nieujmin, rosyjski astronom (ur. 1886)
- 1947:
  - Johannes Brønsted, duński chronik, wykładowca akademicki (ur. 1879)
  - Ignacy Hoffman, polski patolog, wykładowca akademicki (ur. 1873)
  - Bernard Spilsbury, brytyjski patolog, patomorfolog (ur. 1877)
- 1949 – Trajczo Kostow, bułgarski polityk komunistyczny (ur. 1897)
- 1950 – Franciszek Wodiczko, polski działacz społeczny, organizator orkiestr dętych (ur. 1882)
- 1952 – Jan Janów, polski językoznawca, historyk literatury, wykładowca akademicki (ur. 1888)
- 1954 – Zofia Nałkowska, polska pisarka, dramatopisarka, publicystka, polityk, poseł do KRN oraz na Sejm Ustawodawczy i Sejm PRL (ur. 1884)
- 1955 – Arvīds Jurgens, łotewski piłkarz, hokeista, koszykarz, gracz bandy (ur. 1905)
- 1957:
  - Gustaw Bojanowski, polski poeta, prozaik, działacz społeczny (ur. 1889)
  - Franciszek Gollan, warmiński gawędziarz (ur. 1884)
  - Dorothy L. Sayers, brytyjska pisarka, tłumaczka (ur. 1893)
- 1958 – Tadeusz Wański, polski fotografik (ur. 1894)
- 1959:
  - Władysław Turyczyn, polski podpułkownik piechoty (ur. 1894)
  - Władysław Woźnik, polski aktor, reżyser teatralny (ur. 1901)
- 1960:
  - Józef Langner, polski kanonier artylerii (ur. 1896)
  - Arne Sejersted, norweski żeglarz sportowy (ur. 1877)
- 1961 – Giuseppe Bastianini, włoski polityk, dyplomata (ur. 1899)
- 1962:
  - Herbert Haresnape, brytyjski pływak (ur. 1880)
  - Thomas Mitchell, amerykański aktor, scenarzysta filmowy (ur. 1892)
- 1963 – William Foster, brytyjski pływak (ur. 1890)
- 1964 – Victor Franz Hess, austriacki fizyk, laureat Nagrody Nobla (ur. 1883)
- 1965:
  - Hastings Lionel Ismay, brytyjski generał, dyplomata, pierwszy sekretarz generalny NATO (ur. 1887)
  - Tommaso Lequio di Assaba, włoski jeździec sportowy (ur. 1893)
- 1967:
  - Albert Blithe, amerykański sierżant (ur. 1923)
  - Harold Holt, australijski polityk, premier Australii (ur. 1908)
- 1969:
  - Włodzimierz Buć, polski architekt, wykładowca akademicki (ur. 1909)
  - Wasilij Nikołajew, radziecki polityk, dyplomata (ur. 1910)
  - Stanisław Ochęduszko, polski fizyk, wykładowca akademicki (ur. 1899)
  - Wiktor Wawrzyczek, polski chemik, wykładowca akademicki (ur. 1911)
- 1970:
  - Zbyszek Godlewski, polski robotnik (ur. 1952)
  - Parashqevi Qiriazi, albańska nauczycielka, działaczka ruchu kobiecego (ur. 1880)
  - Zdzisław Tomasik, polski chemik, wykładowca akademicki (ur. 1900)
- 1971 – Elemér Szatmári, węgierski pływak (ur. 1926)
- 1973:
  - Charles Greeley Abbot, amerykański astrofizyk, astronom (ur. 1872)
  - Amleto Giovanni Cicognani, włoski kardynał, wysoki urzędnik Kurii Rzymskiej (ur. 1883)
  - Patrick Hadley, brytyjski kompozytor, dyrygent, pedagog (ur. 1899)
  - Sjef van Run, holenderski piłkarz (ur. 1904)
- 1974:
  - Grigorij Godin, radziecki generał porucznik artylerii (ur. 1902)
  - Stanisław Latałło, polski operator i reżyser filmowy, aktor (ur. 1945)
  - Bing Slamet, indonezyjski piosenkarz, autor tekstów, komik, aktor (ur. 1927)
- 1975:
  - Władysław Powierza, polski pułkownik dyplomowany piechoty (ur. 1891)
  - Jerzy Sztachelski, polski lekarz, polityk, poseł na Sejm PRL, minister zdrowia i opieki społecznej (ur. 1911)
  - Hound Dog Taylor, amerykański wokalista i gitarzysta bluesowy (ur. 1915)
- 1977:
  - Jan Gwiazdomorski, polski prawnik, wykładowca akademicki (ur. 1899)
  - Samuel Marshall, amerykański generał brygady, historyk (ur. 1900)
  - Tadeusz Przypkowski, polski historyk sztuki i nauki, gnomonik, bibliofil, grafik, kolekcjoner, fotografik (ur. 1905)
- 1978:
  - Don Ellis, amerykański muzyk jazzowy, kompozytor, aranżer (ur. 1934)
  - Joseph Frings, niemiecki duchowny katolicki, arcybiskup Kolonii, kardynał (ur. 1887)
  - Roman Juryś, polski działacz komunistyczny, dziennikarz, publicysta (ur. 1911)
  - Siergiej Zwieriew, radziecki polityk (ur. 1912)
- 1979 – Czesław Łabęcki, polski kapitan obserwator (ur. 1907)
- 1980 – Oskar Kummetz, niemiecki admirał (ur. 1891)
- 1981:
  - Antoni Browarczyk, polska ofiara stanu wojennego (ur. 1961)
  - Mehmet Shehu, albański polityk komunistyczny, premier Albanii (ur. 1913)
- 1983 – Jan Maria Gisges, polski poeta, prozaik, dramaturg (ur. 1914)
- 1987:
  - Bernardus Johannes Alfrink, holenderski duchowny katolicki, arcybiskup metropolita Utrechtu, prymas Holandii, kardynał (ur. 1900)
  - Marguerite Yourcenar, francuska pisarka (ur. 1903)
- 1988 – Roman Piotrowski, polski architekt, dyplomata, polityk, poseł na Sejm PRL, minister budownictwa (ur. 1895)
- 1989:
  - Herbert Scherzer, polski aktor pochodzenia żydowskiego (ur. 1908)
  - Luciano Salce, włoski aktor, scenarzysta i reżyser filmowy (ur. 1922)
- 1990 – Maurycy Wiener, polski adwokat, działacz społeczności żydowskiej (ur. 1906)
- 1991:
  - Carl Shy, amerykański koszykarz (ur. 1908)
  - Ignacy Wald, polski neurolog, genetyk (ur. 1923)
- 1992:
  - Sierafima Amosowa, radziecka major lotnictwa (ur. 1914)
  - Günther Anders, niemiecki filozof pochodzenia żydowskiego (ur. 1902)
  - Dana Andrews, amerykański aktor (zm. 1909)
  - Rinus Terlouw, holenderski piłkarz (ur. 1922)
- 1993:
  - Mirzə İbrahimov, radziecki i azerski polityk, pisarz (ur. 1911)
  - Edyta Popowicz, polska łyżwiarka figurowa (ur. 1913)
- 1994:
  - Stefano Sertorelli, włoski żołnierz, biathlonista (ur. 1911)
- 1995:
  - Karolina Borchardt, polska pilotka, malarka, działaczka społeczna (ur. 1905)
  - Uwe Schmitt, niemiecki lekkoatleta, sprinter i płotkarz (ur. 1961)
- 1996:
  - Mario Di Lazzaro, włoski matematyk, wykładowca akademicki, polityk (ur. 1926)
  - Johannes Kaiser, niemiecki lekkoatleta, sprinter (ur. 1936)
  - Adriaan Maas, holenderski żeglarz sportowy (ur. 1907)
  - Stanko Todorow, bułgarski polityk komunistyczny, premier Bułgarii (ur. 1920)
- 1997:
  - Jan Fijałek, polski historyk, wykładowca akademicki (ur. 1926)
  - Uzi Narkiss, izraelski generał major (ur. 1925)
  - Ana Orantes, hiszpańska ofiara przemocy (ur. 1937)
  - Hanna Walz, niemiecka prawnik, działaczka samorządowa, polityk (ur. 1918)
- 1998:
  - Antonina Chudiakowa, radziecka porucznik lotnictwa (ur. 1917)
  - Alan D’Arcangelo, amerykański malarz, grafik pochodzenia włoskiego (ur. 1930)
  - Janusz Stefanowicz, polski politolog, wykładowca akademicki, dziennikarz, polityk, poseł na Sejm PRL (ur. 1932)
- 1999:
  - Rex Allen, amerykański aktor, piosenkarz (ur. 1920)
  - Paolo Dezza, włoski jezuita, kardynał (ur. 1901)
  - Roger Frison-Roche, francuski dziennikarz, pisarz, podróżnik, polarnik, alpinista (ur. 1906)
  - Tadeusz Pszczołowski, polski filozof, prakseolog, wykładowca akademicki (ur. 1922)
  - Ryszard Raduszewski, polski aktor, scenarzysta, reżyser (ur. 1931)
  - Grover Washington Jr., amerykański saksofonista i flecista jazzowy (ur. 1943)
- 2000 – Stanisław Miedza-Tomaszewski, polski rysownik, plastyk, grafik, architekt wnętrz, żołnierz AK, uczestnik powstania warszawskiego (ur. 1913)
- 2002:
  - Luis Ernesto Castro, urugwajski piłkarz (ur. 1921)
  - Hank Luisetti, amerykański koszykarz, trener (ur. 1916)
- 2004:
  - Jerzy Karaszkiewicz, polski aktor (ur. 1936)
  - Janina Niedźwiecka, polska montażystka filmowa (ur. 1922)
  - Tom Wesselmann, amerykański malarz (ur. 1931)
  - Stanisław Zagaja, polski pomolog (ur. 1925)
- 2005:
  - Jack Anderson, amerykański dziennikarz (ur. 1922)
  - Jacques Fouroux, francuski rugbysta (ur. 1947)
  - Sverre Stenersen, norweski biegacz narciarski, specjalista kombinacji norweskiej (ur. 1926)
- 2007 – Joel Dorn, amerykański producent muzyczny (ur. 1942)
- 2009:
  - Jennifer Jones, amerykańska aktorka (ur. 1919)
  - Dan O’Bannon, amerykański aktor, reżyser i scenarzysta filmowy (ur. 1946)
- 2010:
  - Captain Beefheart, amerykański wokalista, kompozytor, poeta, malarz (ur. 1941)
  - Michaił Umanski, rosyjski szachista, trener (ur. 1952)
- 2011:
  - Cesária Évora, kabowerdyjska piosenkarka (ur. 1941)
  - Kim Dzong Il, północnokoreański przywódca (ur. 1941)
  - Andrzej Roman, polski dziennikarz sportowy (ur. 1927)
  - Krzysztof Szmagier, polski reżyser filmowy, dokumentalista (ur. 1935)
- 2012:
  - Dina Guerri-Manfredini, włosko-amerykańska superstulatka (ur. 1897)
  - Daniel Inouye, amerykański polityk (ur. 1924)
  - Arnaldo Mesa, kubański bokser (ur. 1967)
- 2013 – Ricardo María Carles Gordó, kataloński duchowny katolicki, arcybiskup Barcelony, kardynał (ur. 1926)
- 2014:
  - Stephen Hector Youssef Doueihi, libański duchowny katolicki, eparcha eparchii Świętego Marona w Brooklynie (ur. 1927)
  - Ołeh Łyszeha, ukraiński pisarz, tłumacz (ur. 1949)
- 2015:
  - Uładzimir Kaściukou, białoruski piłkarz (ur. 1954)
  - Joseph Roduit, szwajcarski duchowny katolicki, zakonnik, kanonik regularny, opat Saint-Maurice (ur. 1939)
  - Maciej Szczepański, polski publicysta, dziennikarz, przewodniczący Radiokomitetu (ur. 1928)
- 2016:
  - Edmond Farhat, libański duchowny katolicki, arcybiskup, nuncjusz apostolski (ur. 1933)
  - Henry Heimlich, amerykański lekarz pochodzenia żydowskiego (ur. 1920)
  - Adam Kowalik, polski prawnik, polityk, poseł na Sejm PRL, minister handlu wewnętrznego i usług (ur. 1933)
  - Izabela Płaneta-Małecka, polska lekarka pediatra, polityk, minister zdrowia i opieki społecznej (ur. 1930)
  - Ismoil Talbakow, tadżycki polityk (ur. 1955)
- 2017:
  - Leszek Aleksander Moczulski, polski poeta, autor tekstów piosenek (ur. 1938)
  - Aniela Moszyńska, polska malarka (ur. 1940)
  - Edward Rowny, amerykański generał porucznik, doradca ds. wojskowych (ur. 1917)
  - Józef Karol Siciak, polski matematyk, wykładowca akademicki (ur. 1931)
- 2018:
  - Thea Sofie Kleven, norweska skoczkini narciarska (ur. 2000)
  - Galt MacDermot, kanadyjski kompozytor, pianista (ur. 1928)
  - Penny Marshall, amerykańska aktorka, reżyserka i producentka filmowa (ur. 1943)
  - Anca Pop, rumuńska piosenkarka (ur. 1984)
  - Rafał Selega, polski hokeista (ur. 1977)
  - Eugeniusz Spiechowicz, polski stomatolog, uczestnik powstania warszawskiego (ur. 1929)
  - Jan Sylwestrzak, polski dziennikarz, polityk (ur. 1941)
  - Andrej Szczarbakou, białoruski piłkarz, bramkarz (ur. 1991)
- 2019:
  - Karin Balzer, niemiecka lekkoatletka, płotkarka (ur. 1938)
  - Enzio d’Antonio, włoski duchowny katolicki, arcybiskup Lanciano-Ortony (ur. 1925)
- 2020:
  - Donato Bilancia, włoski seryjny morderca (ur. 1951)
  - Jeremy Bulloch, brytyjski aktor (ur. 1945)
  - Krzysztof Bulski, polski szachista (ur. 1987)
  - Pierre Buyoya, burundyjski wojskowy, polityk, prezydent Burundi (ur. 1949)
  - Stanley Cowell, amerykański pianista i kompozytor jazzowy (ur. 1941)
  - Enrico Ferri, włoski prawnik, polityk, minister pracy, eurodeputowany (ur. 1942)
  - Maciej Grubski, polski samorządowiec, polityk, senator RP (ur. 1968)
  - Jacó Roberto Hilgert, brazylijski duchowny katolicki, biskup Cruz Alta (ur. 1926)
  - Hennadij Kernes, ukraiński przedsiębiorca, samorządowiec, polityk (ur. 1959)
  - Tuncay Mataracı, turecki polityk, minister ceł i monopoli (ur. 1935)
  - Ignaz Puschnik, austriacki piłkarz (ur. 1934)
  - Per Svensson, szwedzki zapaśnik (ur. 1943)
- 2021:
  - José Fernández Arteaga, meksykański duchowny katolicki, biskup Apatzingán i Colima, arcybiskup Chihuahua (ur. 1933)
  - Łukasz (Kovačević), serbski duchowny prawosławny, biskup zachodnioeuropejski (ur. 1950)
  - Maria Rydlowa, polska historyk literatury (ur. 1924)
  - Mimis Stefanakos, grecki aktor, piłkarz (ur. 1936)
- 2022:
  - Mike Hodges, brytyjski reżyser i scenarzysta filmowy (ur. 1932)
  - Manuel Muñoz, chilijski piłkarz (ur. 1928)
  - Severino Poletto, włoski duchowny katolicki, arcybiskup Turynu, kardynał (ur. 1933)
  - Czesław Rychlicki, polski duchowny katolicki, teolog dogmatyczny i ekumeniczny (ur. 1939)
  - Urmas Sisask, estoński kompozytor (ur. 1960)
  - Eero Tapio, fiński zapaśnik (ur. 1941)
- 2023:
  - Janusz Filipiak, polski informatyk, przedsiębiorca, prezes firmy Comarch, działacz piłkarski, prezes klubu MKS Cracovia (ur. 1952)
  - Otar Ioseliani, gruziński reżyser, scenarzysta i montażysta filmowy (ur. 1934)
  - Jim Ladd, amerykański didżej, osobowość radiowa (ur. 1948)
  - Jerzy Mamcarz, polski pieśniarz, poeta, kompozytor, autor piosenek, gitarzysta, satyryk (ur. 1952)
  - James McCaffrey, amerykański aktor (ur. 1958)
  - Eric Montross, amerykański koszykarz (ur. 1971)
  - Nikoła Pydewski, bułgarski szachista (ur. 1933)
- 2024:
  - Nicholas Chia, singapurski duchowny katolicki, arcybiskup Singapuru (ur. 1938)
  - Igor Kiriłłow, rosyjski wojskowy, generał porucznik (ur. 1970)
  - Mikałaj Kryżanouski, białoruski inżynier-konstruktor, polityk (ur. 1937)
  - William Labov, amerykański lingwista (ur. 1927)
  - Marisa Paredes, hiszpańska aktorka (ur. 1946)
  - Jānis Timma, łotewski koszykarz (ur. 1992)